# Jaime Collins
Dom Jaime Collins, CSsR (Moyvane, 26 de fevereiro de 1921 – Palmas, 4 de outubro de 2002) foi um bispo católico irlandês da Diocese de Miracema do Tocantins.
Collins ingressou no Seminário Menor dos Padres Redentoristas na cidade de Limerick, aos doze anos. Entrou no noviciado na cidade de Dudalk e fez os votos perpétuos em 8 de setembro de 1939. Recebeu a ordenação sacerdotal em 3 de setembro de 1944, através do Bispo de Galway. Depois, se especializou em Teologia Moral.
Trabalhou na revista redentorista Redemptorist Record, antes de ser enviado, em 1947, para as Filipinas, onde permaneceu até 1960. Por três anos também foi Superior do Convento dos Padres Redentoristas em Tacloban, onde construiu uma igreja e um mosteiro. Chamado de volta para a Irlanda, foi enviado como líder dea primeira missão redentorista irlandesa para o Brasil, especialmente a região norte de Goiás. Pe. Jaime foi provisionado como quinto vigário de Pedro Afonso em 22 de agosto de 1960. Com a mudança da Vice-província Redentorista de Goiás para Fortaleza (Ceará), em fevereiro de 1962, Pe. Collins serviu como primeiro Superior Vice-Provincial até 1966.
Em 27 de outubro de 1966, foi nomeado pelo Papa Paulo VI como Prelado de Miracema do Norte, então Goiás, e a 15 de agosto de 1967 como Bispo-Titular de Tetci. Recebeu a ordenação episcopal em 14 de setembro de 1967, através de Dom Thomas Morris, Arcebispo de Cashel. Os co-consagrantes foram Dom Donald J. Herlihy, Bispo de Ferns, e Dom Henry Murphy, Bispo de Limerick.
Em seu governo, Dom Jaime realizou diversas construções, como da casa das religiosas, da Catedral, e de um Centro de Treinamento de Líderes, para realização de encontros e formações. Também conduziu construção de parte do Colégio Tocantins e da Maternidade Mãe Domingas. Dedicou-se também na formação de leigos e seminaristas, e colaborou na fundação do Instituto de Filosofia e Teologia de Goiás, em Goiânia, hoje Instituto de Filosofia Dom Jaime Collins, para onde encaminhava os seminaristas de Miracema.
Dom Jaime renunciou à sé titular em 26 de maio de 1978. Em 17 de setembro de 1981, com a elevação da Prelazia à Diocese, foi nomeado pela Santa Sé como bispo diocesano de Miracema do Norte, depois Miracema do Tocantins, função que exerceu até resignar por idade em 14 de fevereiro de 1996. Voltou para seu país natal em 1999. Faleceu após alguns dias internado na UTI de um hospital em Limerick.